# Jean-Paul Bouron
Pour les articles homonymes, voir Bouron (homonymie).
Jean-Paul Bouron est un metteur en scène français.
Il fonde en 2008 la Compagnie du Mage, spécialisée dans le théâtre musical sous toutes ses formes.
Il a été fait chevalier des Arts et des Lettres en 2010.

## Biographie
Jean-Paul Bouron s’est fait une spécialité du théâtre musical sous toutes ses formes, de la comédie-ballet à l’opérette. Au Théâtre Montansier, il met en scène  une production imposante de To be or not to be  d’après Ernst Lubitsch avec Francis Perrin, puis met en scène à Versailles, Béziers, Nîmes et Montpellier une nouvelle production du Bourgeois Gentilhomme, avec La Simphonie du Marais, dirigée par Hugo Reyne, pour la partie musicale. Ce spectacle a fait l’objet d’un disque chez Accord.
Il a conçu différentes animations historiques originales au Chesnay, dans le Cher, au Château de Breteuil, et présenté avec sa troupe deux spectacles au Potager du Roi de Versailles, sur le thème « Anciens et nouveaux régimes à Versailles » et  « L’Entente cordiale des Fruits et légumes ». L’été 2005, il présente un autre grand spectacle : « Si Versailles m’était conté », inspiré de Sacha Guitry, dans les jardins du Château de Versailles. Plus de 60 000 personnes assistèrent aux représentations qui réunissaient 200 figurants, 100 musiciens, 30 comédiens, artistes de rue, échassiers, chevaux, voitures anciennes, attelages, et se terminaient par un grand final d’artifice. Ce spectacle fit l’objet d’un documentaire pour la BBC. 
Il met en scène plusieurs opéras-bouffe de Jacques Offenbach, au théâtre Le Trianon (Paris), avec la troupe des Tréteaux Lyriques. En 2008, il fonde sa propre compagnie, La Compagnie du Mage, avec laquelle il va produire et diriger une nouvelle version des Précieuses ridicules de Molière, un spectacle Offenbach, Le Passage des Princes, un conte pour enfants, avec les chœurs de la Maitrise du Centre de musique baroque de Versailles, Serpentin Vert, et un vaudeville militaire Les Dégourdis du 101e. En 2014, il met en scène Mamamouchi, comédie-ballet inspirée du Bourgeois Gentilhomme, au Festival du Périgord Noir et Madame Sans-Gêne, d’après Victorien Sardou, à Rueil-Malmaison.
Il crée en 2011 la société de production Midnight-Première qui participe à de nombreuses manifestations publiques et privées au château de Versailles, et dans de nombreux lieux historiques. En 2012, 2014, puis 2017, il conçoit et met en scène le Jubilé Napoléon pour la Ville de Rueil-Malmaison.
En 2015, il produit et met en scène Monsieur Choufleuri restera chez lui le... de Jacques Offenbach. En 2016, il crée le semi-opéra Le Maître Chat ou le Chat Botté d’après Charles Perrault et Lully avec une équipe de 40 artistes (comédiens, chanteurs, musiciens, cascadeurs) au Château de Chambord, à l’occasion des fêtes de fin d’année. En 2017, il présente un nouveau spectacle La Belle et la Bête… au Bois Dormant pour les fêtes de fin d’année à Chambord. La troupe a été invitée au Palais de l’Élysée en juin 2018 pour représenter le spectacle.

## Mises en scène
- 2021 : L'Odyssée du temps, spectacle immersif, Le Chesnay, Rueil-Malmaison, Evreux...
- 2017 : La Belle et la Bête… au Bois Dormant d'après Madame d’Aulnoy, Charles Perrault et Molière, La Grande Scène du Chesnay, Château de Chambord
- 2016 : Le Maître Chat ou le Chat Botté  d'après Charles Perrault et Lully, Château de Chambord
- 2015 : Monsieur Choufleuri restera chez lui le... d’Offenbach, avec Frédéric Thiriez, en tournée lors de la saison 2016-2017
- 2014 : Mamamouchi d'après Le Bourgeois gentilhomme de Molière, Festival du Périgord Noir
- 2011 : Les Dégourdis du 101e d'après André Mouëzy-Eon, avec Chantal Ladesou, La Grande Scène du Chesnay
- 2011 : Serpentin Vert d'Olivier Schneebeli, La Grande Scène du Chesnay
- 2010 : Le Passage des princes, ou le Café-concert Offenbach d'après Philippe Beaussant, La Grande Scène du Chesnay, Théâtre Le Ranelagh, Théâtre de Rungis
- 2009 : Les Précieuses ridicules de Molière, avec Chantal Ladesou, Théâtre Nouvelle France
- 2007 : La Belle Hélène d'Offenbach, Le Trianon
- 2007 : To Be or not to be d'après Ernst Lubitsch, Théâtre Nouvelle France
- 2005 : Orphée aux Enfers d'Offenbach, Le Trianon
- 2003 : Les Brigands d'Offenbach, Le Trianon
- 2001 : Le Bourgeois gentilhomme de Molière, avec Jean-Paul Farré, Théâtre de Nîmes, Théâtre de Béziers, Opéra royal du château de Versailles
- 2000 : Le Bourgeois gentilhomme de Molière, Théâtre Nouvelle France
- 1995 : To Be or not to be d'après Ernst Lubitsch, avec Francis Perrin, Théâtre Montansier